# Гарет (Индијана)
Гарет (енгл. Garrett) град је у америчкој савезној држави Индијана.

## Демографија
По попису из 2010. године број становника је 6.286, што је 483 (8,3%) становника више него 2000. године.
| Група             | 2000.         | 2010.         |
| Белци             | 5.577 (96,1%) | 5.919 (94,2%) |
| Афроамериканци    | 17 (0,3%)     | 28 (0,4%)     |
| Азијати           | 29 (0,5%)     | 28 (0,4%)     |
| Хиспаноамериканци | 120 (2,1%)    | 217 (3,5%)    |
| Укупно            | 5.803         | 6.286         |